# James McEwen
James McEwen (Bootle, 16 ottobre 1872 – 1942) è stato un calciatore e allenatore di calcio inglese.

## Carriera
Vinse la FA Cup con il Bury F.C. nel 1903 e successivamente divenne allenatore del Norwich City.

## Palmarès

### Giocatore

#### Competizioni nazionali
- Coppa d'Inghilterra: 1

Bury: 1902-1903